# Frank Köbe
Frank Köbe, auch Frank-Michael Köbe, (* 15. April 1961 in Görlitz) ist ein deutscher Schauspieler und Theaterregisseur.

## Leben
Frank Köbe besuchte in Dresden die Kinder- und Jugendsportschule und war ab 1975 Leistungssportler. Erst Mitte der 1980er Jahre wandte er sich der Schauspielerei zu und studierte von 1985 bis 1989 an der Hochschule für Schauspielkunst "Ernst Busch" Berlin. 1988 debütierte Köbe am Deutschen Theater Berlin in Heiner Müllers Inszenierung seines Dramas Der Lohndrücker. Am Schauspiel Leipzig war er 1989 in der Titelrolle von William Shakespeares Hamlet zu sehen. Weitere Verpflichtungen führten Köbe unter anderem an das Schauspiel Frankfurt, das Deutsche Schauspielhaus in Hamburg, an das Theater Bonn und das Staatstheater Wiesbaden. In Berlin spielte er an der Tribüne und am Maxim-Gorki-Theater. Bei den Burgfestspielen Bad Vilbel war Köbe Faust in Johann Wolfgang von Goethes gleichnamigem Drama, an der Oper Leipzig verkörperte er ab 2005 den Selim Bassa in Mozarts Oper Die Entführung aus dem Serail.
Daneben arbeitet Frank Köbe als Regisseur und inszenierte mehrfach am Berliner Kinder- und Jugendtheater Stücke nach eigenen Texten. In den Jahren 2010 und 2011 hatte er eine Lehrtätigkeit an der Berliner Schule für Schauspiel.
In einer Folge der DFF-Serie Der Staatsanwalt hat das Wort stand Frank Köbe 1988 zum ersten Mal vor der Kamera. Seitdem arbeitet er regelmäßig für Film und Fernsehen, auch in internationalen Produktionen wie Der Pianist, Fateless – Roman eines Schicksallosen oder In Darkness sowie als Gastdarsteller verschiedener Serien, beispielsweise Ein starkes Team, Küstenwache und SOKO Wismar.

## Filmografie (Auswahl)
- 1988: Der Staatsanwalt hat das Wort – Da mach’ ich nicht mit
- 1991: Deutschfieber
- 1991: Feuerwache 09
- 1995: Wolffs Revier – Gebrochene Herzen
- 1995: Polizeiruf 110 – Über Bande
- 1997: Das Leben ist eine Baustelle
- 1998: The Sound of War
- 1998: Der Clown – Tödliche Begegnung
- 1998: Wolffs Revier – Urlaub in den Tod
- 1999: Großstadtrevier – Der Spinner
- 1999: Im Namen des Gesetzes (2 Folgen als Rechtsanwalt Karkossa)
- 1999: Die Kommissarin – Rattenstall
- 2000: HeliCops – Einsatz über Berlin – Tod auf der Raveparade
- 2000: Balko – Bis zum letzten Mann
- 2001: Der Tunnel
- 2002: Ein starkes Team – Der Mann, den ich hasse
- 2002: Alarm für Cobra 11 – Die Autobahnpolizei – Ehrensache
- 2002: Der Pianist
- 2002: Stahlnetz – Ausgelöscht
- 2004: Stauffenberg
- 2004: Tatort – Hundeleben
- 2005: Fateless – Roman eines Schicksallosen
- 2005: Küstenwache – Mann ohne Gedächtnis
- 2006: Zwei Engel für Amor – Liebe und Engel
- 2007: Allein unter Bauern – Willkommen in Kudrow
- 2008: Unschuldig – Kunstfehler
- 2010: SOKO Wismar – Vor Anbruch der Nacht
- 2011: In Darkness
- 2013: Polizeiruf 110 – Laufsteg in den Tod
- 2013: In aller Freundschaft – Im Banne der Dunkelheit
- 2016: SOKO Wismar – Tödliches Alibi
- 2018: Ostfriesenblut
- 2019: Tatort – Das Nest
- 2021: SOKO Wismar – Gemeiner Stechapfel